# Kajol

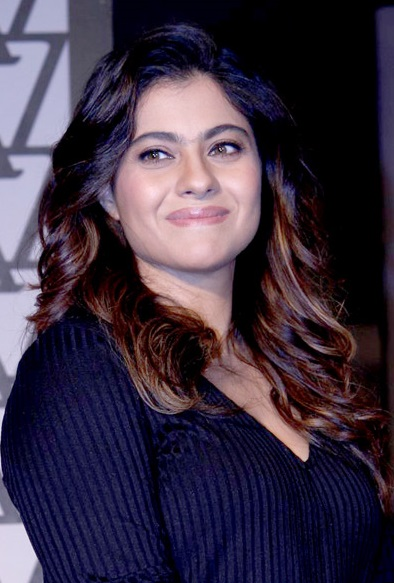
Kajol, 2016

Kajol (Hindi, काजोल, Kājol; Bengalisch: কাজল, Kājal; * 5. August 1974 in Bombay, Maharashtra; bürgerlicher Name: Kajol Devgn (früher: Devgan), Geburtsname Kajol Mukherjee) ist eine indische Bollywood-Schauspielerin. Sie ist mit dem Schauspieler Ajay Devgan verheiratet, mit dem sie zwei Kinder hat. Mit dem indischen Schauspieler Shah Rukh Khan bildet sie ein bekanntes Filmpaar. Kajol hält, neben ihrer Tante Nutan, den Rekord als fünffache Preisträgerin der Filmfare Award in der Kategorie Beste Hauptdarstellerin.

## Biografie
Kajol kommt aus einer Familie, die schon lange im Filmgeschäft tätig ist: Ihre Urgroßmutter Rattan Bai war Schauspielerin, nach ihr Kajols Großmutter Shobhna Samarth. Kajols marathische Mutter ist Tanuja, die zusammen mit ihrer älteren Schwester Nutan in den 1960er Jahren zu Ruhm kam. Kajols bengalischer Vater, Shomu Mukherjee, war Produzent und Regisseur, während Kajols Schwester Tanisha 2005 und 2006 in Bollywood begann, Filme zu drehen, und ihre Cousine ist eine weitere berühmte Schauspielerin: Rani Mukerji.
Kajol machte anfangs mit Baazigar auf sich aufmerksam. Schon 1995 hatte sie das Glück, von dem damaligen Debütanten, aber heute sehr erfolgreichen Regisseur Aditya Chopra für seinen Film Dilwale Dulhania Le Jayenge – Wer zuerst kommt, kriegt die Braut vor die Kamera zu treten. Der Film wurde zu einem großen Erfolg und lief ungewöhnlich lange in den indischen Kinos. Im Bombayer Kino Maratha Mandir läuft er noch heute ununterbrochen (seit 20. Oktober 1995).

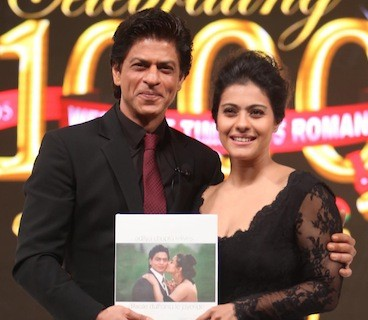
Kajol mit Shahrukh Khan, 2014

Mit dem Schauspieler Shah Rukh Khan bildete Kajol in sieben Filmen – Baazigar (1993), Karan Arjun (1995), Dilwale Dulhania Le Jayenge – Wer zuerst kommt, kriegt die Braut (1995), Kuch Kuch Hota Hai – Und ganz plötzlich ist es Liebe (1998), In guten wie in schweren Tagen (2001), My Name Is Khan (2010) und zuletzt in Dilwale – Ich liebe dich (2015) – ein erfolgreiches Leinwandpaar. In den deutschsprachigen Fassungen dieser Filme wurde sie von Natascha Geisler synchronisiert. Im September 1998 tourte sie erstmals in dem Megastars-Konzert Awesome Foursome mit Shahrukh Khan, Akshay Kumar und Juhi Chawla. Gemeinsam traten sie auf die Bühne und tanzten zu ihren größten Filmhits.
Kajol ist mit dem Bollywood-Schauspieler Ajay Devgan verheiratet. Obwohl sie nach Kabhi Khushi Kabhie Gham fünf Jahre keinen Film mehr gedreht hat, weil sie sich auf ihre Familie und ihre Tochter Nysa (* 20. April 2003) konzentrieren wollte, kehrte sie 2005 in die Schlagzeilen zurück, da sie nun für eine Firma, die Diamanten vertreibt, warb und zusammen mit ihrem Ehemann Ajay Devgan einen Werbespot drehte.
2006 gab sie ihr Comeback mit dem Film Fanaa (dt.: „Zerstörung“) unter der Regie von Kunal Kohli, in dem sie die Filmpartnerin von Aamir Khan ist. Für ihre Rolle des blinden Kashmirmädchens Zooni Ali Beg bekam sie viele wichtige Auszeichnungen, unter anderem den Filmfare Award für die beste Hauptdarstellerin. Es war mittlerweile der vierte Filmfare Award, den Kajol in dieser Kategorie erhielt. Am 11. April 2008 kam ihr Film U, Me Aur Hum – Für immer wir, unter der Regie ihres Ehemannes, in die Kinos. Einen Tag vor der Veröffentlichung des Films verstarb ihr Vater an einem Herzinfarkt.
Seit einiger Zeit konzentriert sich Kajol auf hilfsbedürftige, indische Kinder von Witwen, die bislang keine Möglichkeiten hatten, Schulen zu besuchen. Sie wurde zum Botschafter von Loomba Trust gewählt, deren Präsidentin Cherie Blair ist. Für ihr soziales Engagement wurde Kajol nun mit dem Karamveer Puraskar Award ausgezeichnet.

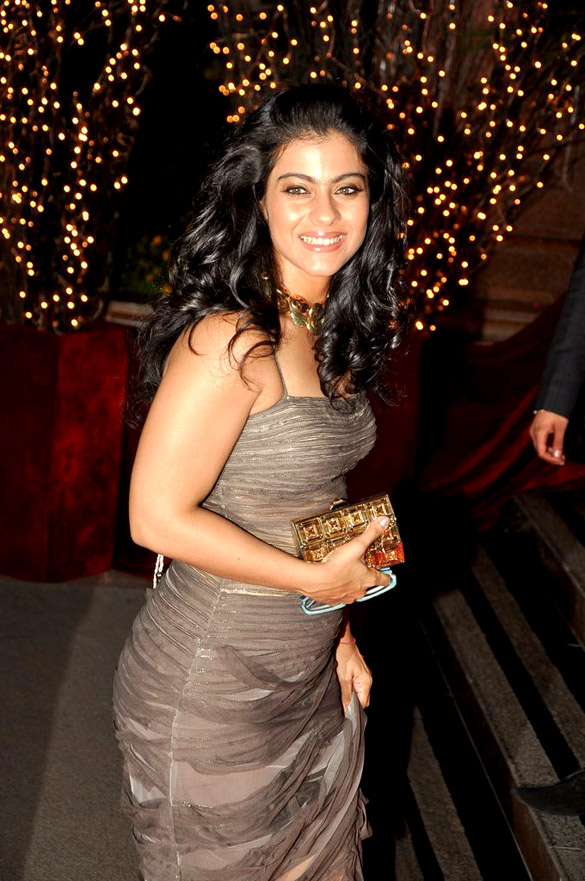
Kajol, Mai 2012

Am 11./12. Februar 2010 feierte My Name Is Khan Weltpremiere bei der 60. Berlinale. Die Aufführung erfolgte außerhalb des Wettbewerbs. Regisseur Karan Johar war mit Kajol und dem Hauptdarsteller Shahrukh Khan anwesend. Für ihre Rolle als Mandira bekam sie ihren fünften Filmfare Award als beste Hauptdarstellerin. Seither hält sie mit ihrer Tante Nutan mit fünf Auszeichnungen den Rekord in dieser Kategorie. Es war ihr siebenter insgesamt.
Aufgrund der Geburt ihres zweiten Kindes Yug am 13. September 2010 zog sich Kajol wieder aus dem Filmgeschäft zurück. Dennoch war sie noch eine Weile auf der Kinoleinwand zu sehen. We Are Family lief weltweit ab dem 3. September und Ende Dezember 2010 erschien der Live-Action-Animationsfilm Toonpur Ka Superrhero.
Im Jahr 2011 wurde Kajol der Padma Shri für ihre Mitwirkung im indischen Kino verliehen. Sie wurde zudem als die ikonischste Schauspielerin Indiens gewählt und stellte somit indische Schauspiellegenden wie Madhubala oder Rekha in den Schatten. Die Umfrage wurde von Indiens größter und bekanntester Film- und Unterhaltungszeitschrift Filmfare erstellt. Die Online-Abstimmung lief ab Oktober 2011.
Im Jahr 2022 wurde sie in die Academy of Motion Picture Arts and Sciences (AMPAS) berufen, die alljährlich die Oscars vergibt.

## Filmografie
- 1992: Bekhudi
- 1993: Baazigar
- 1994: Udhaar Ki Zindagi
- 1994: Yeh Dillagi
- 1995: Karan Arjun
- 1995: Hulchul
- 1995: Taaqat
- 1995: Gundaraj
- 1995: Dilwale Dulhania Le Jayenge – Wer zuerst kommt, kriegt die Braut (Dilwale Dulhania Le Jayenge)
- 1996: Bambai Ka Babu
- 1997: Hameshaa
- 1997: Gupt: The Hidden Truth
- 1997: Minsara Kanavu (Tamil)/Sapnay (Hindi)
- 1997: Ishq
- 1998: Pyaar To Hona Hi Tha
- 1998: Pyaar Kiya To Darna Kya
- 1998: Duplicate (Gastauftritt)
- 1998: Dushman
- 1998: Kuch Kuch Hota Hai – Und ganz plötzlich ist es Liebe (Kuch Kuch Hota Hai)
- 1999: Dil Kya Kare
- 1999: Hum Aapke Dil Mein Rehte Hain
- 1999: Hote Hote Pyaar Ho Gaya
- 2000: Raju Chacha
- 2001: Kuch Khatti Kuch Meethi
- 2001: In guten wie in schweren Tagen (Kabhi Khushi Kabhie Gham)
- 2003: Lebe und denke nicht an morgen (Kal Ho Naa Ho; Tanzauftritt im Lied Maahi Ve)
- 2006: Fanaa
- 2006: Kabhi Alvida Naa Kehna – Bis dass das Glück uns scheidet (Kabhi Alvida Naa Kehna; Tanzauftritt im Lied Rock'N'Roll Soniye)
- 2007: Om Shanti Om (Tanzauftritt im Lied Deewangi Deewangi)
- 2008: U, Me Aur Hum – Für immer wir (U, Me Aur Hum)
- 2008: Haal-e-dil (Gastauftritt)
- 2008: Ein göttliches Paar (Rab Ne Bana Di Jodi; Tanzauftritt im Lied Phir Milenge Chalte Chalte)
- 2009: Vighnaharta Shree Siddhivinayak (Gastauftritt)
- 2010: My Name Is Khan
- 2010: We Are Family
- 2010: Toonpur Ka Superrhero (Gastauftritt)
- 2012: Student of the Year (Tanzauftritt im Lied Disco Deewane)
- 2015: Dilwale
- 2017: Velaiilla Pattadhari 2
- 2018: Helicopter Eela
- 2020: Tanhaji
- 2021: Tribhanga
- 2022: Salaam Venky
- 2023: Lust Stories 2
- 2023: The Trial (Fernsehserie)

## Auszeichnungen
Filmfare Award
- Beste Hauptdarstellerin für Dilwale Dulhania Le Jayenge – Wer zuerst kommt, kriegt die Braut (1996)
- Filmfare Awards South für Minsara Kanavu (1998)
- Bester Schurke für Gupt: The Hidden Truth (1998)
- Beste Hauptdarstellerin für Kuch Kuch Hota Hai – Und ganz plötzlich ist es Liebe (1999)
- Beste Hauptdarstellerin für In guten wie in schweren Tagen (2002)
- Beste Hauptdarstellerin für Fanaa (2006)
- Beste Hauptdarstellerin für My Name Is Khan (2011)

Nominierungen:
- Beste Hauptdarstellerin für Yeh Dillagi (1995)
- Beste Hauptdarstellerin für Pyaar To Hona Hi Tha (1999)
- Beste Hauptdarstellerin für Dushman (1999)
- Beste Hauptdarstellerin für Hum Aapke Dil Mein Rehte Hain (2000)
- Beste Hauptdarstellerin für U, Me Aur Hum – Für immer wir (2009)

Star Screen Award
- Beste Hauptdarstellerin für Dushman (1998)
- Bestes Filmpaar mit Shah Rukh Khan für In guten wie in schweren Tagen (2002)
- Beste Hauptdarstellerin für In guten wie in schweren Tagen (2002)
- Bestes Filmpaar der Dekade mit Shah Rukh Khan (2010)

Nominierungen:
- Beste Hauptdarstellerin für Yeh Dillagi (1994)
- Beste Hauptdarstellerin für Dilwale Dulhania Le Jayenge – Wer zuerst kommt, kriegt die Braut (1995)
- Beste Hauptdarstellerin für Pyaar Kiya To Darna Kya (1998)
- Beste Hauptdarstellerin für Kuch Kuch Hota Hai – Und ganz plötzlich ist es Liebe (1998)
- Beste Hauptdarstellerin für Hum Aapke Dil Mein Rehte Hain (1999)
- Beste Nebendarstellerin für Dil Kya Kare (1999)
- Beste Hauptdarstellerin für Fanaa (2007)
- Bestes Filmpaar mit Aamir Khan für Fanaa (2007)
- Beste Hauptdarstellerin für U, Me Aur Hum – Für immer wir (2009)
- Beste Hauptdarstellerin für My Name Is Khan (2011)

IIFA Award
Nominierungen:
- Beste Hauptdarstellerin für Hum Aapke Dil Mein Rehte Hain (2000)
- Beste Hauptdarstellerin für In guten wie in schweren Tagen (2002)
- Beste Hauptdarstellerin für Fanaa (2007)

Zee Cine Award
- Bester Schurke für Gupt: The Hidden Truth (1998)
- Beste Hauptdarstellerin für Kuch Kuch Hota Hai – Und ganz plötzlich ist es Liebe (1999)
- Zee Cine Special Award for Outstanding Performance – Female für In guten wie in schweren Tagen (2002)
- Beste Hauptdarstellerin  für Fanaa (2007)

Nominierungen:
- Beste Hauptdarstellerin für In guten wie in schweren Tagen (2002)
- Beste Hauptdarstellerin für My Name Is Khan  (2011)
- Zee Cine Award International Female Icon (2011)

Bollywood Movie Award
- Beste Hauptdarstellerin für Kuch Kuch Hota Hai – Und ganz plötzlich ist es Liebe (1999)
- Beste Hauptdarstellerin für In guten wie in schweren Tagen (2002)

Nominierungen:
- Beste Hauptdarstellerin für Fanaa (2007)

Sansui Viewer’s Choice Award
- Beste Hauptdarstellerin für Kuch Kuch Hota Hai – Und ganz plötzlich ist es Liebe (1999)
- Beste Hauptdarstellerin für In guten wie in schweren Tagen (2002)

Annual Central European Bollywood Awards
- Beste Schauspielerin für Fanaa (2006)
- Beste Schauspielerin für U, Me Aur Hum – Für immer wir (2009)
- Beste Schauspielerin für My Name Is Khan (2011)

Weitere
- Bengal Film Journalists’ Association Award: Beste Hauptdarstellerin (in Bollywoodfilmen) für Udhaar Ki Zindagi
- Giant International Award für Dilwale Dulhania Le Jayenge – Wer zuerst kommt, kriegt die Braut (1996)
- Aashirwad Award: Beste Hauptdarstellerin für Kuch Kuch Hota Hai – Und ganz plötzlich ist es Liebe (1999)
- Style Award: Most Stylish Heroine (1999)
- Valenciennes International Festival of Action and Adventure Films: Beste Hauptdarstellerin für In guten wie in schweren Tagen (2002)
- Rajiv Gandhi Award: Excellence in Active Field (2002)
- Bollywood People’s Choice Award: Beste Hauptdarstellerin für Fanaa (2006)
- Indiafm’s: Beste Hauptdarstellerin für Fanaa (2006)
- Hawaa Productions Ltd. Motion Picture Award: Bestes Filmpaar mit Aamir Khan für Fanaa (2006)
- Hawaa Productions Ltd. Motion Picture Award: Beste Hauptdarstellerin für Fanaa (2006)
- Radio Sargam Bollywood Awards: Beste Hauptdarstellerin für Fanaa (2006)
- GIFA: Beste Hauptdarstellerin – nominiert für Fanaa (2006)
- Bollywood Today Film Award: Beste Hauptdarstellerin – nominiert Fanaa (2006)
- Bollywood Today Film Award: Filmpaar Nr. 1 – nominiert mit Aamir Khan für Fanaa (2006)
- Stardust Award: Star des Jahres (Schauspielerin) – nominiert für Fanaa (2007)
- BBC Film Cafe: Beste Hauptdarstellerin – nominiert für Fanaa (2007)
- AIFA Award: Best Performance of 2006 (Editor’s Choice) für Fanaa (2007)
- AIFA Award: Beste Hauptdarstellerin – nominiert für Fanaa (2007)
- Karmaveer Puraskar Award für soziales Engagement (2008)
- Deenanath Mangeshkar Puraskar Award für ihre Beiträge zur Kinowelt (2010)
- Padma Shri für ihre Mitwirkung im indischen Kino (2011)
- Stardust Award: Star des Jahres (Schauspielerin) für My Name Is Khan (2011)
- Stardust Award: Beste Hauptdarstellerin – nominiert für My Name Is Khan und We Are Family (2011)
- Bollywood Hungama’s International Women’s Day Award: Miss Family Oriented (2011)
- Vogue Beauty Award: Timeless Beauty (2012)

## Fernsehauftritte
- Rendevouz with Simi Kajol zusammen mit Karan Johar in Simi Garewals Talkshow (2001)
- Indian Idol erste und zweite Staffel als Gastjury
- Koffee with Karan 1. Staffel (2004–2005)
- Kaun Banega Crorepati gemeinsam mit Ajay Devgan (die indische Version von Who wants to be a millionaire?) (2005) Gewinnsumme: 1 crore
- Manish Malhotras Kollektion Freedom bei der Lakme Fashion Week in Bombay (2006) (eine Modeschau mit Kajol und Preity Zinta als Model)
- Koffee with Karan 2. Staffel (2007)
- Rock‘n’Roll Family (Fernsehshow) Jurymitglied neben Ehemann Ajay Devgan und Mutter Tanuja (2008)
- Lift Kara De eine Fernsehshow mit Karan Johar (2010)
- Koffee with Karan 4. Staffel (2014)